# Seznam poslancev druge italijanske legislature
Seznam poslancev druge italijanske legislature prikazuje imena poslancev Druge legislature Italijanske republike po splošnih volitvah leta 1953.

## Povzetek sestave
| Parlamentarne skupine                                           | fine Leg. |
| --------------------------------------------------------------- | --------- |
| Komunisti                                                       | 142       |
| Krščanski demokrati                                             | 260       |
| Movimento Sociale Italiano                                      | 23        |
| Socialistična stranka Italije                                   | 75        |
| Partito Socialista Democratico Italiano                         | 18        |
| Liberalci                                                       | 14        |
| Monarhistična nacionalna stranka (Partito Nazionale Monarchico) | 22        |
| Partito Monarchico Popolare                                     | 17        |
| Misto                                                           | 15        |
| Skupaj                                                          | 586       |

## Predsedstvo

#### Predsednik
- Giovanni Gronchi (DC) (zapustil funkcijo 28.4.1955)
- Giovanni Leone (DC) (izvoljen 10.5.1955)

#### Podpredsedniki
- Giovanni Leone (DC) (zapustil funkcijo 10.5.1955)
- Gaetano Martino (PLI) (zapustil funkcijo 10.2.1954)
- Ferdinando Targetti (PSI)
- Edoardo D'Onofrio (PCI)
- Cino Macrelli (Misto) (izvoljen 5.3.1954)
- Giuseppe Rapelli (DC) (izvoljen 27.9.1955)

#### Kvestorji
- Domenico Chiaramello (PSDI)
- Pio Alessandrini (DC)
- Giulio Turchi (PCI)

#### Sekretarji
- Guido Ceccherini (PSDI) (zapustil funkcijo 7.7.1955)
- Tarcisio Longoni (DC)
- Emanuele Guerrieri (DC) (zapustil funkcijo 22.5.1957)
- Ercole Rocchetti (DC) (zapustil funkcijo 17.8.1953)
- Mario Marino Guadalupi (PSI)
- Antonio Giolitti (Misto) (zapustil funkcijo 25.9.1957)
- Renzo Laconi (PCI)
- Crescenzo Mazza (DC) (izvoljen 20.8.1953, zapustil funkcijo 9.7.1955)
- Gustavo De Meo (DC) (izvoljen 27.9.1955, zapustil funkcijo 22.5.1957)
- Umberto Sampietro (DC) (izvoljen 24.7.1957)
- Lorenzo Biasutti (DC) (izvoljen 24.7.1957)
- Nunzio Caroleo (PNM) (izvoljen 24.9.1957)
- Pietro Amendola (PCI) (izvoljen 9.10.1957)

### Ostali člani
- Giuliana Nenni (PSI)

## Parlamentarne skupine

### Krščanski demokrati

#### Predsednik
- Aldo Moro (v funkciji do 31.12.1956)
- Attilio Piccioni (v funkciji od 31.12.1956)

#### Podpredsedniki
- Brunetto Bucciarelli Ducci (v funkciji od 31.12.1955)
- Giuseppe Codacci Pisanelli (v funkciji od 31.12.1954 do 31.12.1955)
- Francesco Concetti (v funkciji od 1.1.1955)
- Oscar Luigi Scalfaro (v funkciji do 31.12.1954)
- Renato Tozzi Condivi (v funkciji do 31.12.1954)
- Benigno Zaccagnini (v funkciji od 1.1.1954 do 31.12.1955)

#### Sekretarji
- Elisabetta Conci (v funkciji od 16.4.1954)

#### Podsekretarji
- Italo Giulio Caiati (v funkciji od 31.12.1956 do 31.12.1957)
- Lorenzo Natali (v funkciji od 31.12.1955 do 31.12.1956)
- Gabriele Semeraro (v funkciji do 31.12.1955)

#### Člani Sveta
- Alessandro Agrimi (v funkciji od 1.1.1956)
- Alfredo Amatucci (v funkciji od 1.1.1954 do 31.12.1955)
- Nicola Angelucci (v funkciji od 1.1.1954 do 31.12.1957)
- Giovanni Bersani (v funkciji od 1.1.1956 do 31.12.1957)
- Giuseppe Bettiol (v funkciji od 1.1.1954)
- Brunetto Bucciarelli Ducci (v funkciji do 31.12.1955)
- Alessandro Buttè (v funkciji od 1.1.1.1954 do 31.12.1955 in od 1.1.1957)
- Italo Giulio Caiati (v funkciji od 1.1.1955 do 31.12.1956)
- Giuseppe Cappi (v funkciji do 31.12.1954)
- Renato Cappugi (v funkciji do 31.12.1954)
- Giuseppe Codacci Pisanelli (v funkciji do 31.12.1954 in od 1.1.1956)
- Francesco Concetti (v funkciji od 1.1.1954 do 1.1.1955)
- Pasquale Cortese (v funkciji od 1.1.1954 do 31.12.1955)
- Giuseppe Garlato (v funkciji do 31.12.1955)
- Guido Gonella (v funkciji od 1.1.1955 do 31.12.1956)
- Renato Gozzi (v funkciji od 1.1.1956)
- Angelo Raffaele Jervolino (v funkciji do 31.12.1954)
- Tarcisio Longoni (v funkciji od 1.1.1956 do 31.12.1957)
- Michele Marotta (v funkciji od 1.1.1954 do 31.12.1957)
- Mario Martinelli (v funkciji od 1.1.1956)
- Antonio Maxia (v funkciji do 31.12.1954)
- Lodovico Montini (v funkciji od 1.1.1954 do 31.12.1956)
- Luigi Morelli (v funkciji do 18.7.1954)
- Vittorio Pugliese (v funkciji do 1.1.1954)
- Gioacchino Quarello (v funkciji do 1.1.1954)
- Giuseppe Rapelli (v funkciji od 1.1.1957)
- Carlo Repossi
- Raffaele Resta (v funkciji od 1.1.1954 do 31.12.1957)
- Giuseppe Riva (v funkciji od 1.1.1954 do 31.12.1955)
- Enrico Roselli (v funkciji od 1.1.1954 do 31.12.1955)
- Carlo Russo (v funkciji od 1.1.1956 do 31.12.1957)
- Emanuela Savio (v funkciji od 1.1.1955 do 31.12.1956)
- Giovanni Battista Scaglia (v funkciji do 31.12.1954)
- Salvatore Scoca (v funkciji od 1.1.1956 do 31.12.1957)
- Antonio Segni (v funkciji od 1.1.1954 do 31.12.1956)
- Ferdinando Storchi (v funkciji od 1.1.1957)
- Fiorentino Sullo (v funkciji do 31.12.1954)
- Egidio Tosato  (v funkciji od 1.1.1956)
- Ferdinando Truzzi (v funkciji od 1.1.1955)
- Athos Valsecchi (v funkciji od 1.1.1955)
- Giuseppe Vedovato (v funkciji od 1.1.1955 do 31.12.1956)
- Benigno Zaccagnini (v funkciji od 1.1.1955)
- Amos Zanibelli (v funkciji od 1.1.1957)

#### Člani
- Franco Aimi
- Salvatore Aldisio
- Pio Alessandrini
- Giulio Andreotti
- Armando Angelini
- Dario Antoniozzi
- Giuseppe Arcaini
- Ennio Avanzini
- Quirico Baccelli
- Maria Badaloni
- Silvano Baresi
- Ugo Bartesaghi

poslanec do 21.2.1955 in se nato pridruži Skupini Misto
- Attilio Bartole
- Giuseppe Belotti
- Lodovico Benvenuti (v funkciji do 1.10.1957)

Ottorino Momoli (prevzel 1.10.1957)
- Alcide Berloffa
- Marzio Berardinetti
- Firmino Bertone
- Alfredo Berzanti
- Nullo Biaggi
- Loris Biagioni
- Lorenzo Biasutti
- Luigi Bima
- Giuseppe Mario Boidi
- Bartolomeo Bolla
- Paolo Bonomi
- Margherita Bontade
- Raimondo Borsellino
- Giambattista Bosco Lucarelli (v funkciji do 22.4.1954)

Giovanni Perlingieri (prevzel 29.4.1954)
- Giovanni Bovetti
- Umberto Breganze
- Giuseppe Brusasca
- Teodoro Bubbio
- Pietro Buffone
- Arturo Burato
- Carlo Buzzi
- Edmondo Caccuri
- Ettore Calvi
- Pietro Campilli
- Paolo Cappa (v funkciji do 26.6.1956)

Luigi Durand de la Penne (prevzel 27.6.1956)
- Giuseppe Cappi (v funkciji do 15.12.1955)

Gaetano Zanotti (prevzel 16.12.1955)
- Antonio Carcaterra
- Giuseppe Caronia
- Gennaro Cassiani
- Edgardo Castelli
- Giuseppe Castelli Avolio (v funkciji do 15.12.1955)

Filomena Delli Castelli (prevzela 16.12.1955)
- Nicola Cavallaro

Antonio Cavalli (prevzel 28.7.1954)
- Mario Ceravolo
- Vittorio Cervone
- Egidio Chiarini
- Carlo Cibotto
- Domenico Colasanto
- Aurelio Angelo Colleoni
- Emilio Colombo
- Giacomo Corona
- Mario Cotellessa
- Antonio Da Villa (v funkciji do 6.12.1953)

Nerino Cavallari (prevzel 19.12.1953)
- Maria Pia Dal Canton
- Ferdinando D'Ambrosio
- Antonino Dante
- Antonio Dazzi
- Ennio De Biagi
- Michele De Capua
- Danilo De' Cocci
- Alcide De Gasperi (v funkciji do 19.8.1954)

Mario Berry (prevzel 11.11.1954)
- Beniamino De Maria
- Carmine De Martino
- Ferdinando De Marzi
- Gustavo De Meo
- Maria De Unterrichter Jervolino
- Dino Del Bo
- Michele Del Vescovo
- Umberto Delle Fave
- Ida D'Este
- Nicolò Di Bernardo
- Gaetano Di Leo
- Romolo Diecidue
- Francesco Maria Dominedò
- Mario Dosi
- Gualtiero Driussi
- Giovanni Elkan
- Giuseppe Ermini
- Fulvio Fabbri (v funkciji do 2.5.1954)

Celestino Ferrario (prevzel 6.5.1954)
- Arnaldo Fabriani
- Angelo Facchin
- Pietro Fadda
- Noverino Faletti
- Augusto Fanelli
- Amintore Fanfani
- Paolo Alfonso Farinet
- Domenico Ferrara
- Mario Ferrari Aggradi
- Emanuele Ferraris (v funkciji do 27.3.1957)

Giuseppe Armosino (prevzel 28.3.1957)
- Pietro Ferreri
- Bortolo Eugenio Fina
- Salvatore Foderaro
- Alberto Folchi
- Palmiro Foresi
- Francesco Franceschini
- Giorgio Annibale Franceschini
- Renzo Franzo
- Luigi Camillo Fumagalli
- Vito Giuseppe Galati
- Luigi Michele Galli
- Remo Gaspari
- Eugenio Gatto
- Erisia Gennai Tonietti
- Giusto Geremia
- Pietro Germani
- Luigi Giglia
- Giovanni Giraudo
- Salvatore Angelo Gitti
- Natale Gorini
- Angela Gotelli
- Dante Graziosi
- Giovanni Gronchi (v funkciji do 28.4.1955)

Aldo Fascetti (prevzel 24.5.1955, in carica fino all'11.4.1956)
Primo Lucchesi (prevzel 13.4.1956)
- Antonio Guariento
- Emanuele Guerrieri
- Filippo Guerrieri
- Luigi Gui
- Renzo Helfer
- Attilio Iozzelli
- Domenico Larussa
- Giovanni Leone
- Ruggero Lombardi
- Pietro Lombari
- Roberto Lucifredi
- Piero Malvestiti (v funkciji do 21.1.1958)

Bruno Fassina (prevzel 23.1.1958)
- Salvatore Mannironi
- Raimondo Manzini
- Achille Marazza
- Pasquale Marconi
- Francesco Marenghi
- Edoardo Martino
- Gesumino Mastino
- Giorgio Mastino del Rio
- Bernardo Mattarella
- Crescenzo Mazza
- Mario Melloni

poslanec do 21.2.1955 in se nato pridruži Skupini Misto
- Natale Menotti
- Claudio Merenda
- Filippo Micheli
- Vittorino Monte (v funkciji do 15.2.1956)

Michele Camposarcuno (prevzel 14.3.1956)
- Luigi Morelli (v funkciji do 18.7.1954)

Enrico Tosi (prevzel 22.7.1954)
- Filippo Murdaca
- Francesco Murgia
- Francesco Napolitano
- Andrea Negrari
- Tarcisio Pacati
- Salvatore Pagliuca
- Renzo Pasini
- Giulio Pastore
- Agostino Pavan
- Antonio Pecoraro
- Mario Pedini
- Giuseppe Pella
- Dino Penazzato
- Valentino Perdonà
- Raffaele Pio Petrilli
- Giovanni Petrucci
- Gaspare Pignatelli
- Francesco Pignatone
- Mariano Pintus
- Giovanni Battista Pitzalis
- Angelo Priore
- Renato Quintieri
- Stefano Riccio
- Ercole Rocchetti
- Giuseppe Romanato
- Bartolomeo Romano
- Elio Rosati
- Leopoldo Rubinacci
- Mariano Rumor
- Armando Sabatini
- Angelo Salizzoni
- Remo Sammartino
- Umberto Sampietro
- Vincenzo Sangalli
- Vito Sanzo
- Domenico Sartor
- Vito Scalia
- Carlo Scarascia Mugnozza
- Mario Scelba
- Guglielmo Schiratti
- Giacomo Sedati
- Antonio Sensi
- Giovanni Sodano
- Tommaso Sorgi
- Enrico Nicola Spadola
- Enrico Sparapani
- Giuseppe Spataro
- Albino Ottavio Stella
- Fernando Tambroni Armaroli
- Paolo Emilio Taviani
- Corrado Terranova
- Alfonso Tesauro
- Vittoria Titomanlio
- Emilio Trabucchi
- Michele Troisi
- Giorgio Tupini (v funkciji do 28.1.1954)

Elio Ballesi (prevzel 29.6.1954)
- Francesco Turnaturi
- Gigliola Valandro
- Giuseppe Veronesi
- Mario Vetrone
- Ambrogio Viale
- Rodolfo Vicentini
- Ruggero Villa
- Carlo Vischia
- Arturo Viviani
- Calogero Volpe
- Luigi Zanoni (v funkciji do 20.4.1958)
- Tommaso Zerbi

### Komunisti

#### Predsednik
- Palmiro Togliatti

#### Podpredsedniki
- Fausto Gullo
- Giancarlo Pajetta (v funkciji odl'1.1.1957)

#### Sekretarji
- Pietro Amendola (v funkciji do 31.12.1957)
- Vincenzo Cavallari (v funkciji od 1.1.1955)
- Bruno Corbi (v funkciji od 1.1.1957)
- Renzo Laconi (v funkciji do 31.12.1957)

#### Člani Sveta
- Mario Alicata (v funkciji od 1.1.1955)
- Giorgio Amendola
- Vittorio Bardini (v funkciji od 1.1.1955)
- Giuseppe Berti fu Angelo (v funkciji od 1.1.1955)
- Edoardo D'Onofrio (v funkciji do 31.12.1955, in nato ponovno 1.1.1957)
- Enrico Fogliazza (v funkciji od 1.1.1957)
- Giovanni Battista Gianquinto (v funkciji od 1.1.1957)
- Pietro Ingrao (v funkciji od 1.1.1955)
- Renzo Laconi (v funkciji od 31.12.1957)
- Girolamo Li Causi
- Luigi Longo (v funkciji od 31.12.1955)
- Stellio Lozza (v funkciji od 1.1.1957)
- Clemente Maglietta (v funkciji od 1.1.1955)
- Aldo Natoli (v funkciji od 1.1.1955)
- Giancarlo Pajetta (v funkciji do 31.12.1957)
- Giuliano Pajetta (v funkciji od 1.1.1955)
- Secondo Pessi (v funkciji od 1.1.1955)
- Maria Maddalena Rossi
- Mauro Tognoni (v funkciji od 1.1.1956)

#### Člani
- Ferdinando Amiconi
- Ludovico Angelini
- Mario Angelucci
- Mario Assennato
- Walter Audisio
- Torquato Baglioni
- Gino Baldassari
- Giovanni Baltaro
- Orazio Barbieri
- Anelito Barontini
- Adele Bei Ciufoli
- Gino Beltrame
- Antonio Bernieri
- Francesco Giorgio Bettiol
- Michele Bianco
- Teodoro Bigi
- Priamo Bigiandi
- Arrigo Boldrini
- Gina Borellini
- Giovanni Bottonelli
- Giuseppe Bufardeci
- Aldo Buzzelli
- Giacomo Calandrone
- Pacifico Calandrone
- Giuseppe Sebastiano Calasso
- Francesco Candelli
- Enzo Capalozza
- Carla Capponi Bentivegna
- Massimo Caprara
- Alberto Mario Cavallotti
- Severino Cavazzini
- Giulio Cerreti
- Ennio Cervellati
- Claudio Cianca
- Maria Lisa Cinciari Rodano
- Amerigo Clocchiatti
- Domenico Coggiola
- Angelo Compagnoni
- Olindo Cremaschi
- Cesare Curcio
- Ada Del Vecchio Guelfi
- Luigi Di Mauro
- Luigi Di Paolantonio
- Giuseppe Di Vittorio (v funkciji do 3.11.1957)

Gino Picciotto (prevzel 13.11.1957)
- Laura Diaz
- Virgilio Failla
- Guido Faletra
- Carlo Farini
- Gisella Floreanini Della Porta
- Carlo Francavilla
- Nadia Gallico Spano
- Oreste Gelmini
- Antonio Giacone
- Antonio Giolitti

poslanec do 18.9.1957 in se nato pridruži Skupini Misto
- Mario Gomez d'Ayala
- Dante Gorreri
- Anna Grasso Nicolosi
- Corrado Graziadei
- Luigi Grezzi
- Pietro Grifone
- Giovanni Grilli
- Gabriele Invernizzi
- Nilde Iotti
- Natale Vasco Jacoponi
- Vincenzo La Rocca
- Lombardi Carlo
- Michele Magno
- Aristodemo Maniera
- Andrea Marabini
- Spartaco Marangoni
- Concetto Marchesi (v funkciji do 12.2.1957)

Vittorio Ghidetti (prevzel 19.2.1957)
- Renata Marchionni Zanchi
- Otello Marilli
- Guido Martuscelli
- Umberto Massola
- Silvio Messinetti
- Gennaro Miceli
- Mario Montagnana
- Silvano Montanari
- Giulio Montelatici
- Francesco Moranino
- Vincenzo Moscatelli
- Eugenio Musolino
- Giorgio Napolitano
- Alessandro Natta
- Italo Nicoletto
- Teresa Noce Longo
- Agostino Novella
- Silvio Ortona
- Filippo Pelosi
- Antonino Pino
- Ignazio Pirastu
- Luigi Polano
- Elettra Pollastrini
- Leonello Raffaelli
- Camilla Ravera
- Pietro Reali
- Mario Ricci
- Antonio Roasio
- Emilio Rosini
- Amedeo Rubeo
- Dino Saccenti
- Walter Sacchetti
- Michele Sala
- Remo Scappini
- Sergio Scarpa
- Giuseppe Schirò
- Raffaele Sciorilli Borrelli
- Francesco Scotti
- Santo Semeraro
- Renzo Silvestri
- Giulio Spallone
- Leonildo Tarozzi
- Giulio Turchi
- Carlo Venegoni
- Vittorino Villani
- Luciana Viviani
- Riccardo Walter
- Fulvio Zamponi

### Socialistična stranka Italije

#### Predsednik
- Pietro Nenni

#### Podpredsedniki
- Sandro Pertini

#### Sekretarji
- Lucio Mario Luzzatto (v funkciji do 1.1.1955)
- Alcide Malagugini (v funkciji od 1.1.1956)

#### Člani Sveta
- Lelio Basso (v funkciji od 1.1.1956)
- Guido Bernardi (v funkciji od 1.1.1955 do 31.12.1956)
- Giacomo Brodolini (v funkciji od 1.1.1956)
- Francesco Capacchione
- Anna De Lauro Matera (v funkciji od 1.1.1956)
- Eugenio Dugoni (v funkciji do 31.12.1957)
- Mauro Ferri (v funkciji od 1.1.1957)
- Aldovino Fora (v funkciji do 31.12.1956)
- Guglielmo Ghislandi
- Mario Marino Guadalupi
- Riccardo Lombardi
- Lucio Mario Luzzatto (v funkciji od 1.1.1955)
- Alcide Malagugini (v funkciji do 31.12.1955)
- Giovanni Pieraccini

#### Člani
- Adelio Albarello
- Flavio Albizzati
- Leonetto Amadei
- Biagio Andò
- Paolo Angelino
- Cesare Bensi
- Antonio Berardi
- Mario Berlinguer
- Mario Bettoli
- Giuseppe Bogoni
- Oreste Bonomelli
- Francesco Cacciatore
- Alberto Cavaliere
- Franco Concas
- Achille Corona
- Ivano Curti
- Francesco De Martino
- Ugo Della Seta (v funkciji do 25.5.1958)
- Raffaele Di Nardo
- Giuseppe Di Prisco
- Luigi Ducci
- Eugenio Dugoni (v funkciji do 21.1.1958)

Giovanni Mantovani (prevzel 23.1.1958)
- Vannuccio Faralli
- Francesco Ferrari
- Giosuè Fiorentino
- Vittorio Foa
- Elena Gatti Caporaso
- Matteo Gaudioso
- Francesco Geraci
- Marziano Guglielminetti
- Alberto Jacometti
- Francesco Lami
- Stefano Lenoci
- Oreste Lizzadri
- Ubaldo Lopardi
- Otello Magnani
- Giacomo Mancini
- Vittorio Marangone
- Luigi Masini
- Lionello Matteucci (v funkciji do 1.5.1957)

Filippo Di Filippo (prevzel 6.6.1957)
- Guido Mazzali
- Guido Merizzi
- Maria Vittoria Mezza
- Rocco Minasi
- Francesco Musotto
- Giuliana Nenni
- Renzo Pigni
- Carlo Ricca
- Achille Rigamonti
- Carlo Ronza
- Giovanni Sampietro
- Luigi Renato Sansone
- Fernando Santi
- Fernando Schiavetti
- Giovanni Battista Stucchi
- Ferdinando Targetti
- Giusto Tolloy
- Giovanni Tonetti
- Tullio Vecchietti
- Emilio Zannerini

Dne 4.10.1957 se je pridružil skupini poslanec Antonio Giolitti - originalno član skupine Komunistov

### Movimento Sociale Italiano

#### Predsednik
- Giovanni Roberti

#### Podpredsedniki
- Giorgio Almirante
- Italo Formichella (v funkciji od 31.12.1957)
- Ezio Maria Gray (v funkciji od 31.12.1956 do 31.12.1957)

#### Sekretarji
- Pietro Sponziello

#### Člani Sveta
- Giovanni Maria Angioy(v funkciji od 1.1.1956 do 31.12.1957)
- Carlo Colognatti (v funkciji od 1.1.1956 do 10.10.1957)
- Alfredo Cucco (v funkciji do 31.12.1956)
- Domenico Latanza (v funkciji od 1.1.1957)
- Giambattista Madia  (v funkciji do 31.12.1956)

#### Člani
- Filippo Anfuso
- Giuseppe Calabrò
- Carlo Colognatti

poslanec do 10.10.1957 in se nato pridruži Partito Monarchico Popolare
- Fabio De Felice

poslanec do 14.12.1955 in se nato pridruži Skupini Misto
- Augusto De Marsanich
- Ernesto De Marzio
- Agostino Di Stefano Genova

poslanec do 18.7.1957 in se nato pridruži Skupini Misto
- Enrico Endrich (v funkciji do 28.1.1955)
- Luigi Filosa

poslanec do 25.7.1957 in se nato pridruži Skupini Misto
- Nicola Foschini
- Francesco Infantino
- Mario Jannelli

poslanec do 13.12.1955 in se nato pridruži Skupini Misto
- Domenico Leccisi

poslanec do 7.5.1954 in se nato pridruži Skupini Misto
- Edoardo Marino
- Arturo Michelini
- Roberto Mieville (v funkciji do 11.4.1955)

Giovanni De Totto (prevzel 15.4.1955)
- Angelo Nicosia
- Cesare Pozzo

poslanec do 14.12.1955 in se nato pridruži Skupini Misto
- Pino Romualdi
- Bruno Spampanato
- Gennaro Villelli (v funkciji do 31.1.1958)

Domenico Pettini (prevzel 4.2.1958, v funkciji do 12.2.1958)
Antonino La Russa (prevzel 13.2.1958)
Dne 27.6.1957 se je pridružil skupini poslanec Domenico Leccisi - originalno član skupine Misto

### Monarhistična nacionalna stranka (Partito Nazionale Monarchico)

#### Predsednik
- Alfredo Covelli

#### Podpredsedniki
- Roberto Cantalupo (v funkciji od 1.1.1956)

#### Sekretarji
- Giuseppe Basile

#### Podsekretarji
- Nunzio Caroleo (v funkciji od 1.1.1954)

#### Člani Sveta
- Giovanni Francesco Alliata di Monreale (v funkciji do 31.12.1954)
- Giorgio Bardanzellu (v funkciji od 1.1.1954)
- Raffaele Cafiero (v funkciji do 5.6.1954)
- Roberto Cantalupo (v funkciji do 31.12.1954)
- Antonino Cuttitta (v funkciji od 1.1.1954)
- Giuseppe Menotti De Francesco (v funkciji do 12.11.1957)
- Cesare Degli Occhi (v funkciji do 31.12.1954)
- Francesco Sciaudone (v funkciji od 1.1.1954)

#### Člani
- Giovanni Francesco Alliata di Monreale

poslanec do 19.12.1956 in se nato pridruži Partito Monarchico Popolare
- Luigi Amato

poslanec do 15.6.1954 in se nato pridruži Skupini Misto
- Filippo Barattolo
- Salvatore Barberi
- Maria Bianchi Chiechi
- Uberto Bonino

poslanec fino all'8.11.1956 in se nato pridruži Skupini Misto
- Raffaele Cafiero

poslanec do 5.6.1954 in se nato pridruži Skupini Misto
- Agilulfo Caramia
- Stefano Cavaliere
- Raffaele Chiarolanza

poslanec do 16.6.1954 in se nato pridruži Skupini Misto
- Benedetto Cottone

poslanec do 22.12.1956 in se nato pridruži Skupini Liberale
- Emilio D'Amore
- Antonio Daniele
- Giuseppe De Falco

poslanec do 5.6.1954 in se nato pridruži Skupini Misto
- Giuseppe Menotti De Francesco

poslanec do 12.11.1957 in se nato pridruži Skupini Misto
- Massimo Del Fante

poslanec do 25.10.1956 in se nato pridruži Partito Monarchico Popolare
- Carlo Delcroix
- Francesco Di Bella
- Pierino Luigi Ferrari
- Paolo Greco

poslanec do 5.6.1954 in se nato pridruži Skupini Misto
- Guido Grimaldi

poslanec do 5.6.1954 in se nato pridruži Skupini Misto
- Letterio La Spada

poslanec do 24.9.1957 in se nato pridruži Skupini Misto
- Alberigo Lenza
- Roberto Lucifero d'Aprigliano
- Arturo Marzano
- Ida Matarazzo
- Giuseppe Muscariello

poslanec do 21.12.1956 in se nato pridruži Partito Monarchico Popolare
- Angelo Rubino

poslanec do 15.6.1954 in se nato pridruži Skupini Misto
- Vincenzo Selvaggi

poslanec do 14.6.1955 in se nato pridruži Skupini Misto
- Odo Spadazzi

poslanec do 30.6.1954 in se nato pridruži Skupini Misto
- Ettore Viola di Ca' Tasson

poslanec do 19.11.1957 in se nato pridruži Partito Monarchico Popolare

### Partito Socialista Democratico Italiano

#### Predsednik
- Ezio Vigorelli (v funkciji do 31.12.1954)
- Paolo Rossi (v funkciji od 31.12.1954 do 31.12.1956)
- Alberto Simonini (v funkciji od 31.12.1956)

#### Sekretarji
- Egidio Ariosto (v funkciji do 31.12.1954)
- Guido Ceccherini (v funkciji od 1.1.1954 do 31.12.1957)

#### Člani Sveta
- Virginio Bertinelli  (v funkciji do 31.12.1954)
- Mario Bettinotti (v funkciji od 1.1.1957)
- Carlo Matteotti (v funkciji od 1.1.1957)
- Matteo Matteotti (v funkciji od 1.1.1954 do 31.12.1957)

#### Člani
- Corrado Bonfantini
- Bruno Castellarin
- Domenico Chiaramello
- Giovanni L'Eltore
- Anselmo Martoni
- Luigi Preti
- Giuseppe Romita (v funkciji do 15.3.1958)
- Giuseppe Saragat
- Guido Secreto
- Paolo Treves

### Partito Monarchico Popolare

#### Predsednik
- Raffaele Chiarolanza

#### Podpredsedniki
- Vincenzo Selvaggi (v funkciji od 25.10.1956 do 10.3.1957)

#### Sekretarji
- Odo Spadazzi

#### Člani
- Luigi Amato
- Raffaele Cafiero
- Massimo Del Fante
- Paolo Greco
- Guido Grimaldi
- Mario Jannelli
- Olindo Preziosi

Dne 25.10.1956 se je pridružil skupini poslanec Vincenzo Selvaggi - originalno član skupine Misto, ostane poslanec v funkciji do 10.3.1957
Dne 19.12.1956 se je pridružil skupini poslanec Giovanni Francesco Alliata di Monreale - originalno član skupine Monarhistična nacionalna stranka (Partito Nazionale Monarchico)
Dne 21.12.1956 sta se pridružila skupini poslanec Uberto Bonino - originalno član skupine Misto in poslanec Giuseppe Muscariello originalno člana Monarhistične nacionalna stranka (Partito Nazionale Monarchico)
Dne 14.3.1957 se je pridružil skupini poslanec Luigi Zuppante; poslanec do 11.6.1958 in se nato pridruži Skupini Liberale
Dne 4.10.1957 se je pridružil skupini poslanec Letterio La Spada - originalno član skupine Misto
Dne 10.10.1957 se je pridružil skupini poslanec Carlo Colognatti - originalno član skupine Movimento Sociale Italiano
Dne 19.11.1957 se je pridružil skupini poslanec Ettore Viola di Ca' Tasson - originalno član skupine Monarhistična nacionalna stranka (Partito Nazionale Monarchico)
Dne 3.12.1957 se je pridružil skupini poslanec Agostino Di Stefano Genova - originalno član skupine Misto
Dne 20.12.1957 se je pridružil skupini poslanec Giuseppe Menotti Di Francesco - originalno član skupine Misto

### Liberalci

#### Predsednik
- Raffaele De Caro

#### Podpredsedniki
- Francesco Colitto (v funkciji od 31.12.1954)
- Gaetano Martino (v funkciji do 31.12.1954)

#### Sekretarji
- Guido Basile  (v funkciji od 31.12.1954)
- Francesco Colitto (v funkciji do 31.12.1954)

#### Člani
- Giuseppe Alpino (v funkciji do 28.7.1954)
- Vittorio Badini Confalonieri
- Aldo Bozzi
- Antonio Capua
- Guido Cortese
- Pietro Di Giacomo
- Riccardo Ferrari
- Giovanni Malagodi
- Vittorio Emanuele Marzotto
- Bruno Villabruna

poslanec do 13.12.1955 in se nato pridruži Skupini Misto
Dne 22.12.1956 se je pridružil skupini poslanec Benedetto Cottone - originalno član skupine Monarhistična nacionalna stranka (Partito Nazionale Monarchico)
Dne 9.10.1957 se je pridružil skupini poslanec Luigi Zuppante - originalno član skupine Partito Monarchico Popolare

### Misto

#### Predsednik
- Cino Macrelli

#### Sekretarji
- Antonio Ebner

#### Člani
- Ludovico Camangi
- Francesco De Vita
- Otto Guggenberg
- Ugo La Malfa
- Randolfo Pacciardi
- Alessandro Scotti
- Karl Tinzl

Dne 7.5.1954 se je pridružil skupini poslanec Domenico Leccisi - originalno član skupine Movimento Sociale Italiano; poslanec do 27.6.1957 in se nato pridruži Skupini Movimento Sociale Italiano
Dne 5.6.1954 so se pridružili skupini poslanci Raffaele Cafiero, Giuseppe De Falco, Paolo Greco in Guido Grimaldi originalno člani Monarhistične nacionalne stranke (Partito Nazionale Monarchico); poslanec De Falco, ki ostane v funkciji do 25.9.1955; in poslanci Cafiero, Greco in Grimaldi, ki ostanejo v skupini do 25.10.1956 in se nato pridružijo Partito Monarchico Popolare
Dne 15.6.1954 so se pridružili skupini poslanci Luigi Amato in Angelo Rubino originalno člana Monarhistične nacionalnae stranke (Partito Nazionale Monarchico); poslanec Amato ostane v skupini do 25.10.1956 in se nato pridruži Partito Monarchico Popolare
Dne 16.6.1954  se je pridružila skupini poslanka Raffaele Chiarolanza - originalno članica skupine Monarhistična nacionalna stranka (Partito Nazionale Monarchico); poslanka do 25.10.1956 in se nato pridruži Partito Monarchico Popolare
Dne 30.6.1954 se je pridružil skupini poslanec Odo Spadazzi - originalno član skupine Monarhistična nacionalna stranka (Partito Nazionale Monarchico); poslanec do 25.10.1956 in se nato pridruži Partito Monarchico Popolare
Dne 21.2.1955 so se pridružili skupini poslanci Ugo Bartesaghi in Mario Melloni originalno člana Krščanskih demokratov
Dne 29.9.1955 se je pridružil skupini poslanec Olindo Preziosi; poslanec do 25.10.1956 in se nato pridruži Partito Monarchico Popolare
Dne 13.12.1955 se je pridružil skupini poslanec Mario Jannelli - originalno član skupine Movimento Sociale Italiano in poslanec Bruno Villabruna - originalno član skupine Liberale; poslanec  Jannelli ostane poslanec do 25.10.1956 in se nato pridruži Partito Monarchico Popolare
Dne 14.12.1955 so se pridružili skupini poslanci Fabio De Felice in Cesare Pozzo originalno člani Movimento Sociale Italiano
Dne 8.11.1956 se je pridružil skupini poslanec Uberto Bonino - originalno član skupine Monarhistična nacionalna stranka (Partito Nazionale Monarchico); poslanec do 21.12.1956 in se nato pridruži Partito Monarchico Popolare
Dne 18.7.1957 se je pridružil skupini poslanec Agostino Di Stefano Genova - originalno član skupine Movimento Sociale Italiano; poslanec do 3.12.1957 in se nato pridruži Partito Monarchico Popolare
Dne 25.7.1957 se je pridružil skupini poslanec Luigi Filosa - originalno član skupine Movimento Sociale Italiano
Dne 18.9.1957 se je pridružil skupini poslanec Antonio Giolitti - originalno član Komunistov; poslanec do 4.10.1957 in se nato pridruži Socialistični stranki Italije
Dne 24.9.1957 se je pridružil skupini poslanec Letterio La Spada - originalno član skupine Monarhistična nacionalna stranka (Partito Nazionale Monarchico); poslanec do 4.10.1957 in se nato pridruži Partito Monarchico Popolare
Dne 12.11.1957 se je pridružil skupini poslanec Giuseppe Menotti De Francesco originalno član Monarhistične nacionalne stranke (Partito Nazionale Monarchico); poslanec do 20.12.1957 in se nato pridruži Partito Monarchico Popolare